# Sonata para guitarra (Turina)
La Sonata para guitarra, opus 61 es una pieza para guitarra solista que Joaquín Turina compuso en 1930. Comenzó los trabajos el 24 de octubre de 1930. Su estreno tuvo lugar el 29 de enero de 1932 por Andrés Segovia (dedicatario de la obra) en la Academia de Santa Cecilia, de Roma.

## Estructura
1. Allegro - Allegretto tranquillo
2. Andante
3. Allegro vivo, en 3/8: intensos rasgueados y , a continuación, el episodio de la copla melódica en 2/4. La coda concluye con un recordatorio del tema secundario.